# Nicholas Kipkorir
Nicholas Kipkorir Kimeli (Eldoret, 29 de septiembre de 1998) es un deportista keniano que compite en atletismo, especialista en las carreras de fondo. Ganó una medalla de bronce en el Campeonato Mundial de Atletismo en Ruta de 2023, en la prueba de 5 km.